# Ekaki Uta

Henohenomoheji

Ekaki Uta (japanisch 絵描き歌 ‚Mallied‘) bezeichnet in Japan eine spielerische Liedform, die durch Zeichnen begleitet wird. Es handelt sich dabei um eine Kombination aus Malspiel (für Kinder) und einem Sprechgesang, die mnemotechnischen Zwecken dienen kann. Dazu wird während des Rezitierens eines Sprechgesangs zugleich eine Strichzeichnung, oft unter Verwendung von Kana-Schriftzeichen gemalt.
Eines der bekanntesten Ekaki Uta ist das „Henohenomoheji“ (へのへのもへじ), das sich mit dem deutschen Mondgesicht (Punkt, Punkt, Komma, Strich, fertig ist das Mondgesicht) vergleichen lässt. Bei der japanischen Fassung werden zweimal die beiden Kana he (へ) und no (の) als Auge mit Augenbraue gezeichnet und durch das Kana mo (も) als Nase und durch ein weiteres he als Mund ergänzt. Als Kontur für das Gesicht dient ein shi (じ) mit Dakuten.
Da sich aus dem Sprechgesang nicht zwingend die Malweise ergibt, werden Ekaki Uta auch als Quizfragen in Unterhaltungssendungen verwendet.